# Lamar Alford
Wilkie Lamar Alford (11 de octubre de 1944 - 29 de marzo de 1991) fue un cantante y actor estadounidense que participó en varios musicales con éxito.

## Primeros años
Nació en Troy, Alabama. El menor de cinco hijos, su padre era ministro bautista.
Alford comenzó a tomar clases de canto a los 19 años en Nueva York y posteriormente fue tenor en la Metropolitan Opera House. Posteriormente trabajó extensamente en el Club de Teatro Experimental La MaMa en el East Village de Manhattan. Fue miembro tanto de la Great Jones Repertory Company, compañía residente de La MaMa, durante la década de 1970, como de la Compañía de Repertorio Theatre of the Eye de Tom Eyen.

## Carrera en el teatro
Alford apareció por primera vez en una producción de La MaMa en 1969. Ese año intervino en varias obras de Eyen, incluyendo Cuatro obras sin importancia de Tom Eyen con la Compañía de Repertorio Theatre of the Eye. También apareció en fragmentos de Cuatro obras sin importancia presentados junto con fragmentos de Por qué la falda de Hanna no se queda abajo y Quién mató a mi hermana calva, Sophie. Eyen dedicó esta producción a la "Redada en West Village del 26 de junio de 1969", que eran los disturbios de Stonewall.
También apareció en Eyen's Caution: A Love Story y Hurricane of the Eye en La MaMa en 1969. Ese mismo año, apareció en The Americans de Edward de Grazia dirigida por Martin Brenzell en La MaMa. También apareció en In Praise of Folly de Donald Julian dirigida por Marshall W. Mason y Wanton Soup de Ching Yeh, ambas en La MaMa en 1969. Alford también escribió la música para A Rat's Mass de Adrienne Kennedy, y apareció en la producción en La MaMa en 1969 y nuevamente en 1971.

## Interino
Lamar hizo su debut en Broadway en el musical Godspell de 1971, y canta el solo de la canción "All Good Gifts" en la grabación del elenco original.

## Compositor musical
En 1970, apareció y compuso la música para una producción de Arden of Faversham y Ubú rey de Alfred Jarry dirigida por Andrei Serban en La MaMa. Ese mismo año, apareció y compuso la música para la adaptación de Paul Foster de Heimskringla dirigida por Ching Yeh en La MaMa. También escribió la música para la producción de Antoine Bourseiller de Baudelaire! de Joachim Neugroschel en La MaMa en 1970. En abril de 1970, dirigió una función benéfica llamada Bang Too (después de una función benéfica de 1965 llamada BbAaNnGg) en La MaMa. La función benéfica de 1970 contó con las actuaciones de Playhouse of the Ridiculous de John Vaccaro, Sam Shepard y O-Lan Johnson, entre muchos otros.

## Dramaturgo
Su Thoughts, se representó en La MaMa en 1972, 1973 y 1974. La producción de 1972 contaría con las actuaciones de Mary Alice y Jeffrey Mylett. La producción de 1973 contó con un elenco similar. Ni Alice ni Mylett aparecieron en la producción de 1974, pero Andre de Shields se sumó al elenco. La Compañía Jarboro llevó la obra de gira a Venezuela en 1974. Alford también fue director musical de varias producciones. Estas incluyeron Sprint Orgasmics de Wilhelm Pevny, adaptada por Gitta Honneger y dirigida por Gotz Fritsch y Spring-Voices de Andy Robinson, dirigida por Joel Zwick, ambas en 1969.
En 1975, apareció en una producción de La buena mujer de Setzuan de Bertolt Brecht, adaptada por Eric Bentley y dirigida por Andrei Serban, con música de Elizabeth Swados.  Apareció en esa obra nuevamente en La MaMa en 1978. También apareció en "Fragmentos de una trilogía: Las troyanas y Electra" de Serban y Swados en La MaMa en 1978. Estas producciones de Serban/Swados fueron todas con la Great Jones Repertory Company.

## Colegio Morehouse
En 1982, se convirtió en dramaturgo residente en Morehouse College, una universidad afroamericana en Atlanta (Georgia). En Morehouse, fundó el grupo de teatro Kings Players.

## Muerte
Alford murió el 29 de marzo de 1991, a los 46 años en el Hospital Crawford Long en Nueva York. Nunca se casó ni tuvo hijos. Le sobrevivieron sus cuatro hermanos, Fletcher, Franklin, Bertha y Stella. Sus restos mortales descansan en el cementerio de College Park, en el Condado de Fulton, Georgia.